# 最高革命委员会
最高革命委员会是1969年—1976年统治索马里民主共和国的政府机构。主席由时任索马里总统穆罕默德·西亚德·巴雷兼任。